# A helyesírási szabályzat 11. kiadásának változásai
A magyar helyesírás szabályai 1984-ben kiadott, 11. kiadása az alábbi szavak, szókapcsolatok írásmódjában hozott változást az előző (1954-es, 10.) kiadáshoz képest. (A „változás típusa” nem szerepel az eredetiben, csupán a könnyebb áttekintést szolgálja.)
| 10. kiadás (1954)                    | 11. kiadás (1984)                                                                          | Változás típusa                                      |
| ------------------------------------ | ------------------------------------------------------------------------------------------ | ---------------------------------------------------- |
| adys                                 | adys v. adyas                                                                              | változat elismerése (családnévből képzett melléknév) |
| ágasbúza                             | ágas búza                                                                                  | faj(ta) neve külön                                   |
| agavé                                | agávé                                                                                      | magánhangzó: hosszú változat rövid helyett           |
| akkumulátor-telep                    | akkumulátortelep                                                                           | hatszótag-szabály: egybe                             |
| alkotó erő                           | alkotóerő                                                                                  | egybeírás: melléknévi igenév                         |
| alligátor                            | aligátor                                                                                   | mássalhangzó: rövid változat hosszú helyett          |
| áloé                                 | aloé                                                                                       | magánhangzó: rövid változat hosszú helyett           |
| áloévirág                            | aloévirág                                                                                  | magánhangzó: rövid változat hosszú helyett           |
| Alpok v. Alpesek                     | Alpok                                                                                      | változat elutasítása (tulajdonnév)                   |
| alumínium edény                      | alumíniumedény                                                                             | egybeírás: anyagnévi szerkezet                       |
| alumínium lemez                      | alumíniumlemez                                                                             | egybeírás: anyagnévi szerkezet                       |
| Amazon (folyó)                       | Amazonas                                                                                   | más változat                                         |
| amerikabarát                         | Amerika-barát                                                                              | kötőjel (tulajdonnév és köznév)                      |
| amerikaellenes                       | Amerika-ellenes                                                                            | kötőjel (tulajdonnév és köznév)                      |
| arrább                               | arrább v. arrébb                                                                           | változat elismerése (á/é)                            |
| Attila                               | Attila és Atilla                                                                           | változat elismerése (mássalhangzó)                   |
| az ám (isz.)                         | azám! (isz.)                                                                               | egybeírás (különírás helyett)                        |
| Bacsányi János                       | Batsányi János                                                                             | más változat (tul.)                                  |
| Balassa v. Balassi Bálint            | Balassi Bálint                                                                             | változat elutasítása (tulajdonnév)                   |
| Balassa-strófa                       | Balassi-strófa                                                                             | más változat                                         |
| Balkán félsziget                     | Balkán-félsziget                                                                           | földrajzi név kötőjellel (különírás helyett)         |
| Balkán hegység                       | Balkán-hegység                                                                             | földrajzi név kötőjellel (különírás helyett)         |
| bandzsal                             | bandzsa                                                                                    | más változat                                         |
| Báthori István                       | Báthory István (fejedelem)                                                                 | más változat (tul.)                                  |
| bejelentő lap                        | bejelentőlap                                                                               | egybeírás: melléknévi igenév                         |
| bekötő út                            | bekötőút                                                                                   | egybeírás: melléknévi igenév                         |
| biblia                               | biblia; de könyvcímként: Biblia                                                            | distinkció (tulajdonnév, műcím)                      |
| bimbózik                             | bimbózik v. bimbódzik                                                                      | változat elismerése (z/dz)                           |
| bizalmi testület                     | bizalmitestület                                                                            | egybeírás (különírás helyett)                        |
| chanti nyelv                         | hanti nyelv                                                                                | ch–h (ch helyett h)                                  |
| cirillbetű                           | cirill betű                                                                                | külön: mellékneves szerkezet                         |
| cirillbetűs írás                     | cirill betűs írás                                                                          | külön: -s képzős mellékneves szerkezet               |
| csapot, papot otthagy                | csapot-papot otthagy                                                                       | kötőjel mellérendelő szerkezetben (vessző helyett)   |
| csendesség                           | csendesség v. csöndesség                                                                   | változat elismerése (e/ö)                            |
| csoda v. csuda (fn.)                 | csoda (fn.)                                                                                | változat elutasítása (o/u)                           |
| csordogál                            | csordogál v. csurdogál                                                                     | változat elismerése (o/u)                            |
| dalmát v. dalmata                    | dalmát                                                                                     | változat elutasítása                                 |
| diftéria v. difteritisz              | diftéria                                                                                   | változat elutasítása                                 |
| dohányos bolt                        | dohányosbolt                                                                               | egybeírás: jelzős szókapcsolat                       |
| dohányzó szakasz                     | dohányzószakasz                                                                            | egybeírás: melléknévi igenév                         |
| duzzasztó gát                        | duzzasztógát                                                                               | egybeírás: melléknévi igenév                         |
| Dvorák v. Dvořák                     | Dvořák                                                                                     | változat elutasítása                                 |
| egyenlítő                            | egyenlítő; de tulajdonnévként: az Egyenlítő                                                | distinkció (tulajdonnév, földrajzi név)              |
| egy irányú                           | egyirányú                                                                                  | egybeírás: számnévvel alkotott szókapcsolat          |
| egyistenhivő                         | egyistenhívő                                                                               | magánhangzó: hosszú változat rövid helyett           |
| egyszersmind; elv.: egy-szer-smind   | egyszersmind; elv.: egy-szer-s-mind                                                        | elválasztás                                          |
| éjt, napot eggyé téve                | éjt-napot eggyé téve                                                                       | kötőjel mellérendelő szerkezetben (vessző helyett)   |
| elül v. elöl (hol?)                  | elöl (hol?; hsz.)                                                                          | változat elutasítása (ö/ü)                           |
| elül v. elöl megy                    | elöl megy                                                                                  | változat elutasítása (ö/ü)                           |
| elülről nézi                         | elölről nézi                                                                               | más változat (magánhangzó-változás)                  |
| érzékfölötti                         | érzékfölötti v. érzékfeletti                                                               | változat elismerése (e/ö)                            |
| eszencia                             | eszencia (sűrített ízesítő); de: esszencia (a lényege valaminek)                           | distinkció                                           |
| Eurázia                              | Eurázsia                                                                                   | más változat                                         |
| fedez v. födöz                       | fedez                                                                                      | változat elutasítása (e/ö)                           |
| fedő                                 | fedő v. födő                                                                               | változat elismerése (e/ö)                            |
| fehér bor                            | fehérbor                                                                                   | egybeírás: jelzős szókapcsolat                       |
| fenség v. fönség                     | fenség                                                                                     | változat elutasítása (e/ö)                           |
| fent v. fönt nevezett                | fentnevezett                                                                               | egybeírás; változat elutasítása                      |
| ferencrendi                          | Ferenc-rendi                                                                               | kötőjel (tulajdonnév és köznév)                      |
| fertőtlenítő intézet                 | fertőtlenítőintézet                                                                        | egybeírás: melléknévi igenév                         |
| fia(d)zik                            | fiadzik                                                                                    | változat elutasítása (z/dz)                          |
| flanell                              | flanel                                                                                     | mássalhangzó: rövid változat hosszú helyett          |
| foggyökér-gyulladás                  | foggyökérgyulladás                                                                         | hatszótag-szabály: egybe                             |
| folyóvíz                             | folyóvíz (= a folyó vize); de: folyó víz (amely folyik)                                    | distinkció (egybe-külön)                             |
| földmunkás-mozgalom                  | földmunkásmozgalom                                                                         | hatszótag-szabály: egybe                             |
| földművesszövetkezet                 | földműves-szövetkezet                                                                      | hatszótag-szabály: kötőjel                           |
| főtelen v. főtlen v. fövetlen        | főtlen v. fövetlen                                                                         | változat elutasítása                                 |
| föveny                               | föveny v. fövény                                                                           | változat elismerése (e/é)                            |
| frisseség                            | frissesség                                                                                 | mássalhangzó: hosszú változat rövid helyett          |
| fröccsen                             | fröccsen v. freccsen                                                                       | változat elismerése (e/ö)                            |
| fütyöl v. fütyül                     | fütyül                                                                                     | változat elutasítása (ö/ü)                           |
| gall v. gallus                       | gall                                                                                       | változat elutasítása                                 |
| Galyatető                            | Galyatető (üdülőhely); de: Galya-tető (hegytető)                                           | distinkció (tulajdonnév, földrajzi név)              |
| ganaj                                | ganaj v. ganéj                                                                             | változat elismerése (a/é)                            |
| Gellérthegy                          | Gellérthegy (városrész Bp.-en); de: Gellért-hegy (hegy)                                    | distinkció (városrésznév)                            |
| gellérthegyi                         | gellérthegyi (a Gellérthegy származéka); de: Gellért-hegyi (a Gellért-hegy származéka)     | distinkció (városrésznév)                            |
| glóbus                               | glóbus v. glóbusz                                                                          | változat elismerése (s/sz)                           |
| gomblyuk                             | gomblyuk v. gombluk                                                                        | változat elismerése (l/ly)                           |
| gyengéll                             | gyengéll v. gyöngéll                                                                       | változat elismerése (e/ö)                            |
| gyengíttet                           | gyengíttet v. gyöngíttet                                                                   | változat elismerése (e/ö)                            |
| hátrább tesz                         | hátrább v. hátrébb tesz                                                                    | változat elismerése (á/é)                            |
| havasi gyopár                        | havasigyopár                                                                               | faj(ta) neve egybe                                   |
| helyiérdekű vasút                    | Helyiérdekű Vasút (intézménynév)                                                           | tulajdonnévként való elismerés                       |
| hidegvizes borogatás                 | hideg vizes borogatás                                                                      | külön: -s képzős mellékneves szerkezet               |
| hieroglif                            | hieroglif v. hieroglifa                                                                    | változat elismerése                                  |
| híradó mozi                          | híradómozi                                                                                 | egybeírás: melléknévi igenév                         |
| hív v. hí (ige)                      | hív (ige)                                                                                  | változat elutasítása (v-vel és nélküle írott alak)   |
| hivő                                 | hívő                                                                                       | magánhangzó: hosszú változat rövid helyett           |
| hollandus                            | holland                                                                                    | más változat                                         |
| húzó(d)zkodik                        | húzódzkodik                                                                                | változat elutasítása (z/dz)                          |
| hű v. hív (mn.)                      | hű (mn.)                                                                                   | változat elutasítása                                 |
| időjárásjelentés                     | időjárás-jelentés                                                                          | hatszótag-szabály: kötőjel                           |
| igazhivő                             | igazhívő                                                                                   | magánhangzó: hosszú változat rövid helyett           |
| igazoló bizottság                    | igazolóbizottság                                                                           | egybeírás: melléknévi igenév                         |
| illó olaj                            | illóolaj                                                                                   | egybeírás: melléknévi igenév                         |
| internacionálé                       | internacionálé; de: az Internacionálé (a proletariátus himnusza)                           | distinkció (tulajdonnév, műcím)                      |
| Irtisz                               | Irtis                                                                                      | más változat (s/sz)                                  |
| istenhivő                            | istenhívő                                                                                  | magánhangzó: hosszú változat rövid helyett           |
| ittlevők (fn.)                       | ittlevők v. ittlévők (fn.)                                                                 | változat elismerése (e/é)                            |
| jelenlevő (fn.)                      | jelenlevő v. jelenlévő (fn.)                                                               | változat elismerése (e/é)                            |
| jelölő bizottság                     | jelölőbizottság                                                                            | egybeírás: melléknévi igenév                         |
| kábítószer-csempész                  | kábítószercsempész                                                                         | hatszótag-szabály: egybe                             |
| Kaspi-tenger                         | Kaszpi-tenger                                                                              | más változat (s/sz)                                  |
| kazah                                | kazah v. kazak                                                                             | változat elismerése (h/k)                            |
| kékruhás                             | kék ruhás                                                                                  | külön: -s képzős mellékneves szerkezet               |
| kére(d)zkedik                        | kéredzkedik                                                                                | változat elutasítása (z/dz)                          |
| keskeny vágányú vasút                | keskenyvágányú vasút                                                                       | egybeírás (különírás helyett)                        |
| kijelentő lap                        | kijelentőlap                                                                               | egybeírás: melléknévi igenév                         |
| kikirics                             | kikerics                                                                                   | más változat (magánhangzó-változás)                  |
| Kisázsia                             | Kis-Ázsia                                                                                  | földrajzi név kötőjellel (egybeírás helyett)         |
| kisázsiai                            | kis-ázsiai                                                                                 | földrajzi név kötőjellel (egybeírás helyett)         |
| klozett                              | klozet                                                                                     | mássalhangzó: rövid változat hosszú helyett          |
| Kolumbus                             | Kolumbus v. Kolumbusz                                                                      | változat elismerése (s/sz)                           |
| komszomol (a Komszomol tagja)        | komszomolista v. Komszomol-tag                                                             | más változat                                         |
| konkurrál                            | konkurál                                                                                   | mássalhangzó: rövid változat hosszú helyett          |
| konkurrencia                         | konkurencia                                                                                | mássalhangzó: rövid változat hosszú helyett          |
| KÖZÉRT (vállalatnév)                 | Közért (vállalatnév)                                                                       | tulajdonnév: más írásmód                             |
| közgazdaságtudomány                  | közgazdaság-tudomány                                                                       | hatszótag-szabály: kötőjel                           |
| köztársaságellenes                   | köztársaság-ellenes                                                                        | hatszótag-szabály: kötőjel                           |
| kvinteszencia                        | kvintesszencia                                                                             | mássalhangzó: hosszú változat rövid helyett          |
| levő                                 | levő v. lévő                                                                               | változat elismerése (e/é)                            |
| lyuggat                              | lyuggat v. luggat                                                                          | változat elismerése (l/ly)                           |
| lyuk                                 | lyuk v. luk                                                                                | változat elismerése (l/ly)                           |
| lyukacska                            | lyukacska v. lukacska                                                                      | változat elismerése (l/ly)                           |
| lyukacsos v. likacsos                | lyukacsos v. lukacsos                                                                      | változat elismerése (l/ly)                           |
| lyukad                               | lyukad v. lukad                                                                            | változat elismerése (l/ly)                           |
| lyukas                               | lyukas v. lukas                                                                            | változat elismerése (l/ly)                           |
| lyukaszt                             | lyukaszt v. lukaszt                                                                        | változat elismerése (l/ly)                           |
| mammut                               | mamut                                                                                      | mássalhangzó: rövid változat hosszú helyett          |
| Margit-híd                           | Margit híd                                                                                 | földrajzi név külön (kötőjel helyett)                |
| Margitsziget                         | Margitsziget (városrész Bp.-en); de: Margit-sziget (sziget)                                | distinkció (városrésznév)                            |
| margitszigeti                        | margitszigeti (a Margitsziget származéka); de: Margit-szigeti (a Margit-sziget származéka) | distinkció (városrésznév)                            |
| marslakó                             | Mars-lakó                                                                                  | kötőjel (tulajdonnév és köznév)                      |
| matring                              | motring                                                                                    | más változat (magánhangzó-változás)                  |
| meglevő                              | meglevő v. meglévő                                                                         | változat elismerése (e/é)                            |
| merinó juh                           | merinó v. merinói juh                                                                      | változat elismerése                                  |
| mezeiegér                            | mezei egér                                                                                 | faj(ta) neve külön                                   |
| mienk                                | mienk v. miénk                                                                             | változat elismerése (e/é)                            |
| minőségellenőrzés                    | minőség-ellenőrzés                                                                         | hatszótag-szabály: kötőjel                           |
| monarcho-fasiszta                    | monarchofasiszta                                                                           | egybeírás (kötőjel helyett)                          |
| munkaérdemrend                       | Munka Érdemrend                                                                            | tulajdonnévként való elismerés                       |
| munkaerő-hiány                       | munkaerőhiány                                                                              | hatszótag-szabály: egybe                             |
| muslinca                             | muslica v. muslinca                                                                        | változat elismerése                                  |
| műbútor-asztalos                     | műbútorasztalos                                                                            | hatszótag-szabály: egybe                             |
| Nagy Honvédő Háború                  | nagy honvédő háború                                                                        | eseménynév kisbetűvel                                |
| Nagy Októberi Szocialista Forradalom | nagy októberi szocialista forradalom                                                       | eseménynév kisbetűvel                                |
| nahát                                | nahát v. nohát                                                                             | változat elismerése                                  |
| novellás kötet                       | novelláskötet                                                                              | egybeírás: jelzős szókapcsolat                       |
| nylon harisnya                       | nejlonharisnya                                                                             | egybeírás: anyagnévi szerkezet; magyaros írásmód     |
| odább                                | odább v. odébb                                                                             | változat elismerése (á/é)                            |
| országgyűlés                         | országgyűlés; de intézménynévként: az Országgyűlés                                         | distinkció (tulajdonnév, intézmény)                  |
| paralel                              | paralel v. parallel                                                                        | változat elismerése (mássalhangzó)                   |
| pereg v. pörög                       | pereg (= szemekben hull); pörög ( = gyorsan forog)                                         | distinkció                                           |
| petőfies                             | petőfies v. petőfis                                                                        | változat elismerése (családnévből képzett melléknév) |
| póni ló                              | póniló                                                                                     | faj(ta) neve egybe                                   |
| porcelán edény                       | porcelánedény                                                                              | egybeírás: anyagnévi szerkezet                       |
| rabszolgakereskedelem                | rabszolga-kereskedelem                                                                     | hatszótag-szabály: kötőjel                           |
| reálbér-emelés                       | reálbéremelés                                                                              | hatszótag-szabály: egybe                             |
| rendező bizottság                    | rendezőbizottság                                                                           | egybeírás: melléknévi igenév                         |
| sarja(d)zik                          | sarjadzik                                                                                  | változat elutasítása (z/dz)                          |
| sarkcsillag                          | Sarkcsillag                                                                                | tulajdonnévként való elismerés                       |
| sikáló kefe                          | sikálókefe                                                                                 | egybeírás: melléknévi igenév                         |
| soron levő                           | soron levő v. soron lévő                                                                   | változat elismerése (e/é)                            |
| steppe v. sztyepp                    | sztyep v. sztyepp                                                                          | változat elismerése (mássalhangzó)                   |
| stereotip v. sztereotip              | sztereotip                                                                                 | változat elutasítása (s/sz)                          |
| súgólyuk                             | súgólyuk v. súgóluk                                                                        | változat elismerése (l/ly)                           |
| szaharin                             | szacharin                                                                                  | ch–h (h helyett ch)                                  |
| szakmunkás-hiány                     | szakmunkáshiány                                                                            | hatszótag-szabály: egybe                             |
| szakmunkás-képzés                    | szakmunkásképzés                                                                           | hatszótag-szabály: egybe                             |
| szerb-horvát                         | szerbhorvát                                                                                | egybeírás (kötőjel helyett)                          |
| szerkesztő bizottság                 | szerkesztőbizottság                                                                        | egybeírás: melléknévi igenév                         |
| szervező munka                       | szervezőmunka                                                                              | egybeírás: melléknévi igenév                         |
| színes fém                           | színesfém                                                                                  | egybeírás: jelzős szókapcsolat                       |
| szív v. szí (ige)                    | szív (ige)                                                                                 | változat elutasítása (v-vel és nélküle írott alak)   |
| szűgy                                | szügy                                                                                      | magánhangzó: rövid változat hosszú helyett           |
| takarékbetét-könyv                   | takarékbetétkönyv                                                                          | hatszótag-szabály: egybe                             |
| távollevő (fn.)                      | távollevő v. távollévő (fn.)                                                               | változat elismerése (e/é)                            |
| teljesítő képesség                   | teljesítőképesség                                                                          | egybeírás: melléknévi igenév                         |
| tied                                 | tied v. tiéd                                                                               | változat elismerése (e/é)                            |
| tietek                               | tietek v. tiétek                                                                           | változat elismerése (e/é)                            |
| tudat alatti                         | tudat alatti (mn.); de: tudatalatti (fn.)                                                  | distinkció (egybe-külön)                             |
| tudvalevő                            | tudvalevő v. tudvalévő                                                                     | változat elismerése (e/é)                            |
| üdvözlégy                            | üdvözlégy (ima); de: üdvöz légy! (köszöntés)                                               | distinkció                                           |
| üdvözlő beszéd                       | üdvözlőbeszéd                                                                              | egybeírás: melléknévi igenév                         |
| üszög v. üszök (a gabonán)           | üszög (növénybetegség)                                                                     | változat elutasítása                                 |
| valószínűségszámítás                 | valószínűség-számítás                                                                      | hatszótag-szabály: kötőjel                           |
| vele született betegség              | veleszületett betegség                                                                     | egybeírás (különírás helyett)                        |
| ventillátor                          | ventilátor                                                                                 | mássalhangzó: rövid változat hosszú helyett          |
| Venus (bolygó és istennő)            | Vénusz (bolygó és istennő neve; latinosan: Venus)                                          | magyaros írás                                        |
| verejték                             | verejték v. veríték                                                                        | változat elismerése                                  |
| vetítettképes előadás                | vetített képes előadás                                                                     | külön: -s képzős mellékneves szerkezet               |
| vív v. ví                            | vív                                                                                        | változat elutasítása (v-vel és nélküle írott alak)   |
| vörös v. veres                       | vörös                                                                                      | változat elutasítása (e/ö)                           |
| vörös bor                            | vörösbor                                                                                   | egybeírás: jelzős szókapcsolat                       |
| vöröslik v. vereslik                 | vöröslik                                                                                   | változat elutasítása (e/ö)                           |
| wolfram                              | volfrám                                                                                    | magyaros írás                                        |
| zsoldos hadsereg                     | zsoldos (= fizetett) hadsereg; de: zsoldoshadsereg (= zsoldosok hadserege)                 | distinkció (egybe-külön)                             |
| zsüri                                | zsűri                                                                                      | magánhangzó: hosszú változat rövid helyett           |
| zsüritag                             | zsűritag                                                                                   | magánhangzó: hosszú változat rövid helyett           |

### A szabályzat 10. kiadásainak változásairól (1954)
- Mi változott 1954-ben? (a Nyelvtudományi Intézet helyesírási blogja, 2015. november 3.)
- Jegyzék „A magyar helyesírás szabályai” 1954. évi 10. kiadásának szótári részében az 1950. évi 9. kiadáshoz viszonyítva végrehajtott változtatásokról (Magyar Nyelvőr, 79. évf., 1955, 1. sz., 23–34. o.)